# Michael Enfield
Michael David Enfield (* 19. Juli 1983 in Ventura, Kalifornien) ist ein US-amerikanischer ehemaliger Fußballspieler.

## Karriere
Enfield gehörte während der High School zu den besten Spielern seines Jahrgangs und kam zu insgesamt 13 Einsätzen für die US-amerikanische U-18-Nationalmannschaft. Im Anschluss spielte er zwischen 2001 und 2004 im College Soccer für die UCLA Bruins. 2002 gewann er mit dem Team die College-Meisterschaft, 2004, in seinem letzten Collegejahr, wurde er in das NCAA First-Team All-American gewählt. Insgesamt kam er während seiner vier Spielzeiten am College zu 78 Einsätzen und erzielte dabei 16 Treffer. 
Im MLS SuperDraft 2005 wurde er in der 2. Runde an insgesamt 15. Stelle von Los Angeles Galaxy ausgewählt. In seiner Debütsaison in der Major League Soccer kam Enfield zu sechs Einsätzen, zweimal stand er dabei in der Startelf. In der Play-off-Phase, in der sein Team letztlich durch einen 1:0-Erfolg über New England Revolution die Meisterschaft errang, kam er nicht zum Einsatz. Auch beim Gewinn des Lamar Hunt U.S. Open Cups blieb Enfield ohne Einsatz. Nach fünf weiteren Einsätzen in der Saison 2006 wurde er am Saisonende gewaivt.
Im März 2007 spielte er in Australien beim Sydney FC vor und erhielt schließlich einen Zwei-Jahres-Vertrag. Bereits kurz nach Saisonbeginn zog er sich im Training eine schwere Knieverletzung zu und fiel für die restliche Saison aus, wegen eines im Juni 2008 entdeckten Knorpelschadens fehlte er auch beim Saisonauftakt der Saison 2008/09 und sein auslaufender Vertrag wurde nach der Spielzeit nicht mehr verlängert.
Im Sommer 2005 nahm er mit einer US-Auswahl am Fußballturnier der Makkabiade teil und gewann dabei die Silbermedaille.